# Dionisio Montorselli

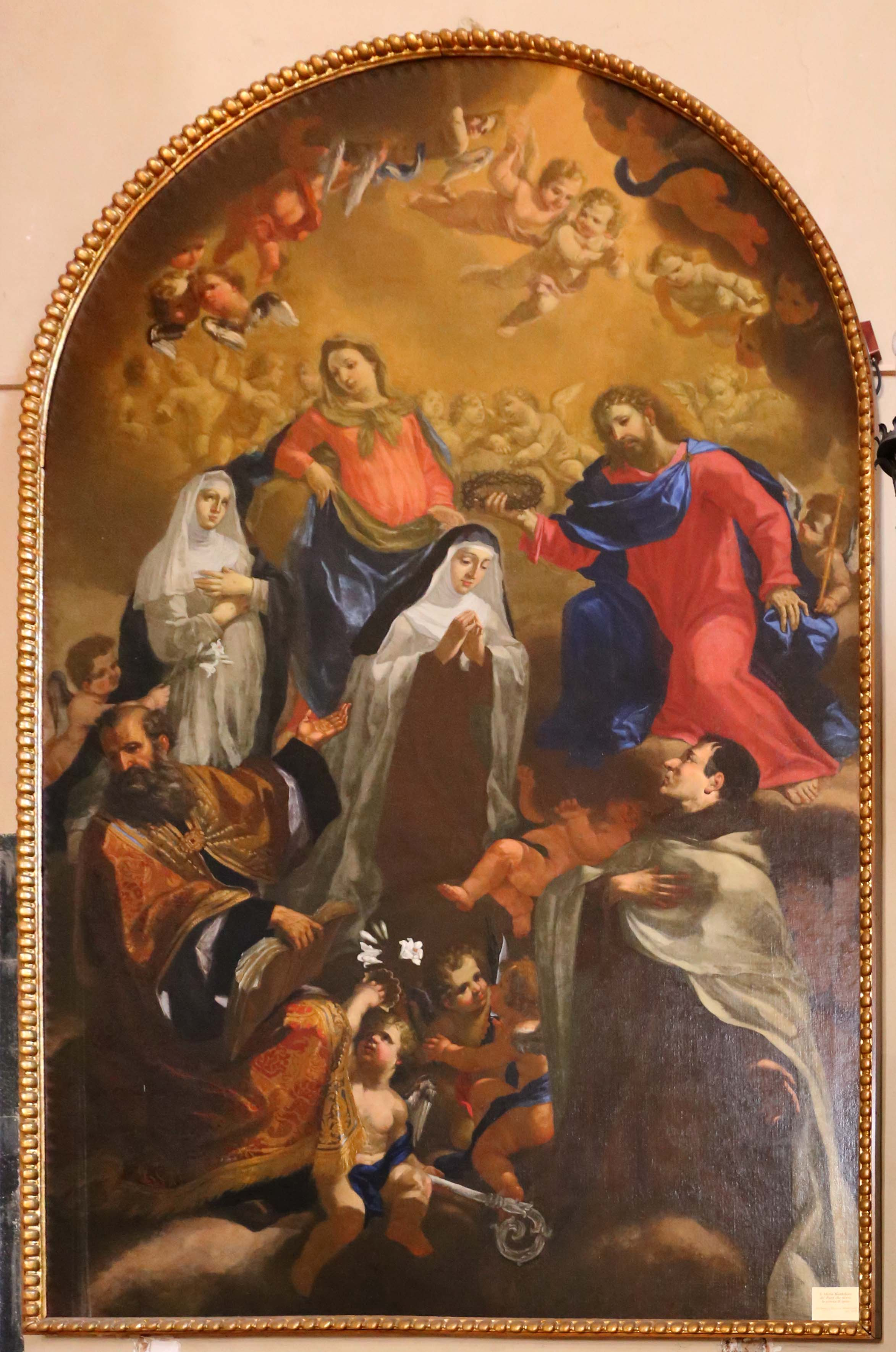
Toegeschreven aan Dionisio Montorselli, Santa Maria Maddalena de' Pazzi ontvangt de doornenkroon, Siena

Dionisio Montorselli (L’Aquila, ca. 1653 – Siena, 17 september 1710) was een Italiaanse kunstschilder die actief was tussen ca. 1676 en 1710.

## Biografie
Hij was de zoon van Stefano, de naam van zijn moeder is onbekend. Dat hij afkomstig is uit L’Aquila is vrijwel zeker, maar over zijn exacte geboortedatum bestaat enige onzekerheid. Die is gebaseerd op zijn overlijdensakte in de bisschoppelijke archieven van Siena, waarin naast de naam van zijn vader vermeld werd dat de kunstenaar 56 jaar oud was. De akte vermeldde ook dat hij in het begin van zijn carrière uitsluitend in Siena werkte.

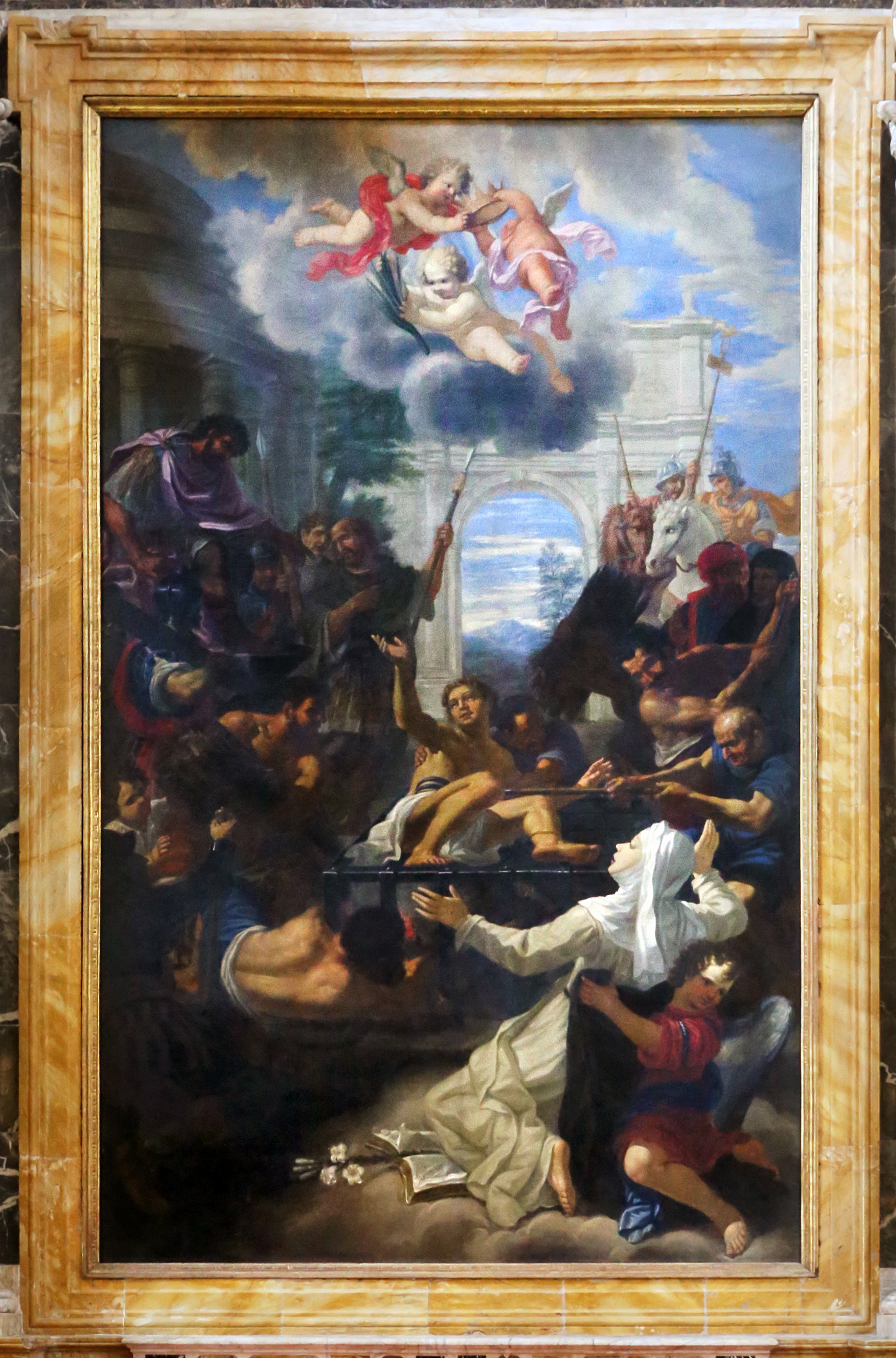
Visioen van de heilige Catharina van de marteling van de heilige Lorenzo

Dionisio wordt voor het eerst in een akte vermeld als hij in mei 1666 aansluit bij de Compagnia di S. Giovanni Battista in Pantaneto. Daarna blijft het stil rondom de schilder tot een ontvangstbewijs van 9 december 1677, waarin een betaling vermeld wordt door de zusters van Sint Paulus voor twee schilderijen die hij gemaakt had voor het oratorium van de HH. Petrus en Paulus: Nicolaas van Tolentijn die gezegend brood aanbiedt en Een engel die aan de heilige Monica het vertrek van haar zoon Augustinus uit Afrika aanwijst. Onmiddellijk hierna zou hij het Ontslapen van Maria voor de kerk van de Madonna del Rosario (nu de S. Caterina della Notte) in Siena geschilderd hebben in een pendant met de Geboorte van de Maagd Maria van Deifebi Burbarini die een inscriptie heeft met een datum van 1677-1678.
Uit deze werken kan men al duidelijk vaststellen dat hij opgeleid werd en werkte in de Sienese stijl die ingeleid werd door het naturalisme van Rutilio Manetti.
Op 13 december 1681 werd de schilder verkozen tot prior van de Compagnia di S. Giovanni Battista in Pantaneto, een rol die opnieuw werd bevestigd bij het volgende mandaat en die hij ook kreeg toegewezen in 1701. Van 10 januari 1685 dateert het huwelijkscontract met Isabella Boccabelli. Het huwelijk werd ingezegend op 1 mei van dat jaar. Het echtpaar kreeg vier kinderen: Stefano, Cristofano, Flaminio en Bartolomea.
In 1685 verbleef hij in Rome waar hij de werken van Pietro da Cortona en Guido Reni leerde kennen die zijn stijl sterk zouden beïnvloeden. Montorselli was nu een gevestigd kunstenaar: op 21 januari 1685 werd hij academicus bij verdienste van de Accademia romana di S. Luca. Hij was toen ook “Maestro del Disegno” aan het Collegio Tolomei in Siena. Hij schilderde een cyclus van zes doeken met onderwerpen uit het Oude Testament voor de refter van het college. Op basis van tekeningen van hem werden verschillende gravures gemaakt onder meer door Arnold van Westerhout, Nicolas Dorigny en Teresa del Pò.

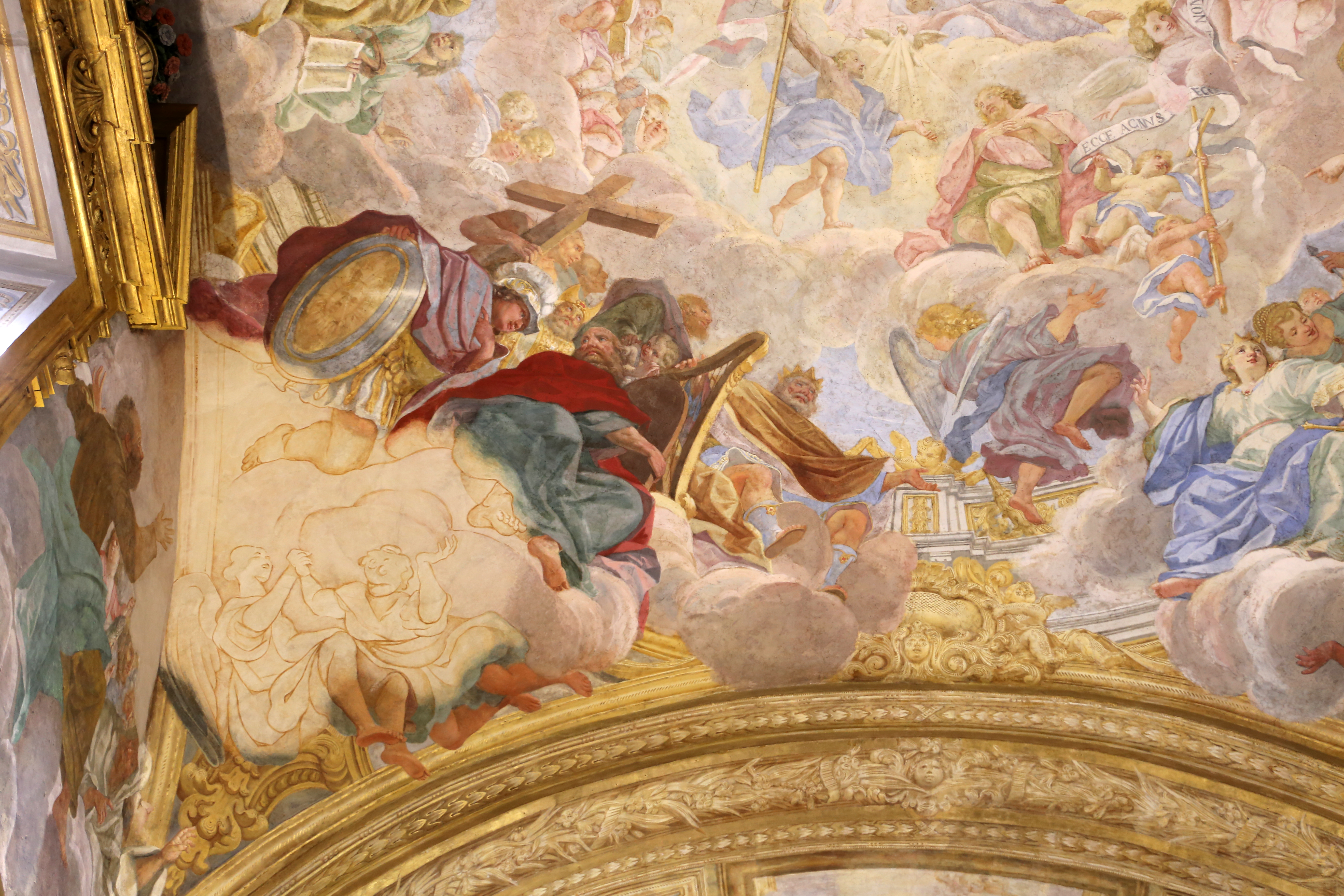
Glorie van Johannes de Doper, 1693-95, fresco in het Oratorium van de Compagnia di S. Giovanni Battista in Pantaneto

Op 14 september 1690 sloot hij een contract af voor het schilderen van een frescocyclus op het gewelf van de S. Michele Arcangelo di Dentro. Hiermee startte hij een periode van grote muurschilderingen die een nieuwe richting gaven aan de barok in de stad. Tussen 1693 en 1695 beschilderde hij het gewelf van het Oratorium van de Compagnia di S. Giovanni Battista in Pantaneto met de Glorie van Johannes de Doper.
Het laatste bekende werk van deze productieve schilder was een Heilige Familie met God de Vader, de Heilige Geest en de aartsengel Michaël, in 1710 gemaakt voor de S. Michele Arcangelo a Fungaia bij Monteriggioni.

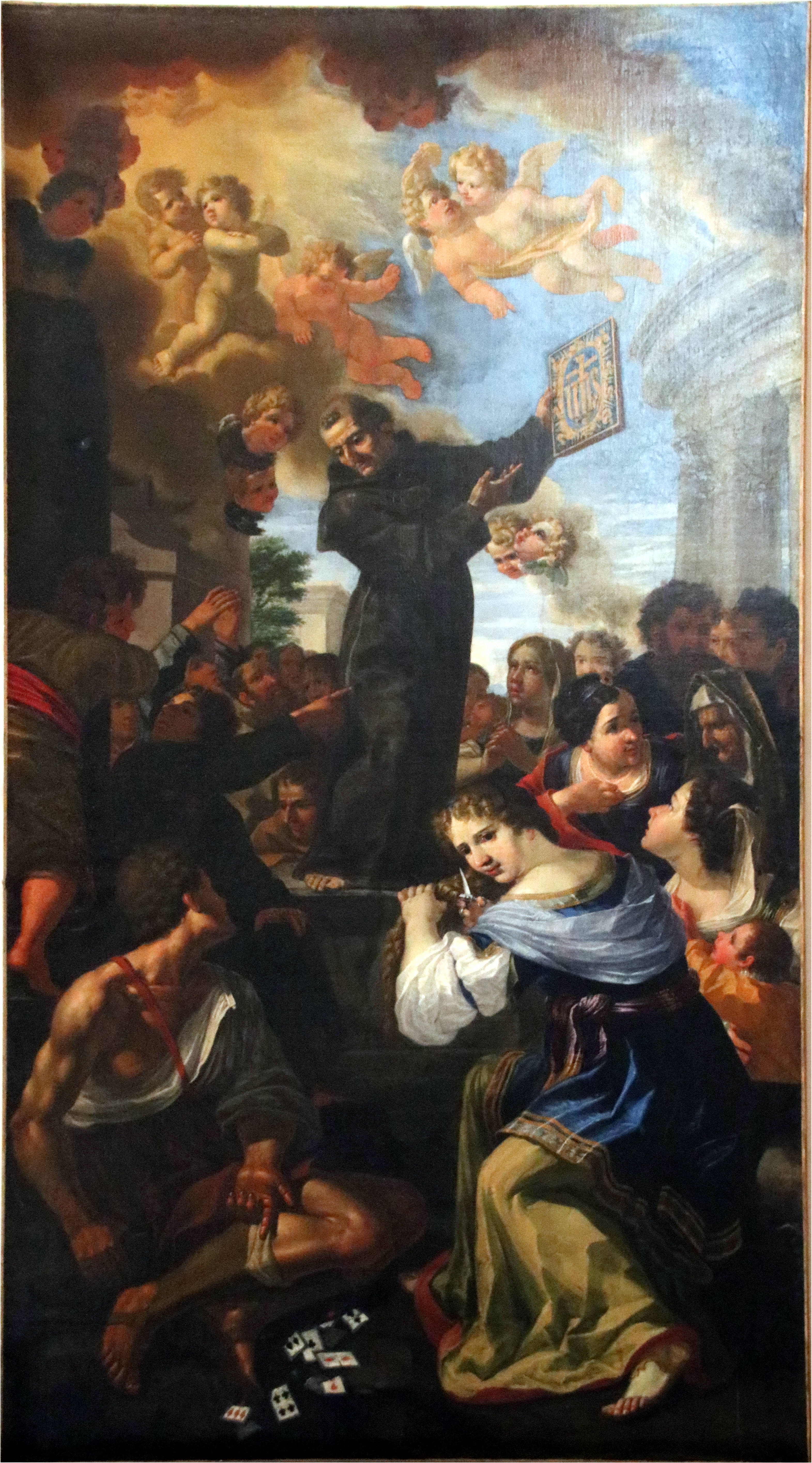
Prediking van Sint-Bernardus, Basilica van San Francesco, Siena

## Werken
Naast onderstaande lijst van gedocumenteerde werken, zijn er nog talrijke aan de schilder toegeschreven werken die niet gedocumenteerd zijn door contracten of betalingen.
- Nicolaas van Tolentijn die gezegend brood aanbiedt, 1677, Oratorium van de HH. Petrus en Paulus
- Engel die aan de heilige Monica het vertrek van haar zoon Augustinus uit Afrika aanwijst, 1677, Oratorium van de HH. Petrus en Paulus
- Ontslapen van Maria, ca. 1677, voor de kerk van de Madonna del Rosario
- Ontslapen van Maria, ca. 1678, in een lunette van de cappella di S. Maria della Stella van het Oratorium van Sint-Antonius abt
- Geschiedenis van Paulus de heremiet en de heilige Antonius, 1679, voor de Compagnia di S. Antonio abate
- Glorie van Catharina van Siena, ca. 1680, S. Giuseppe
- Glorie van de heilige Bernardino, ca. 1680, S. Giuseppe
- Episodes uit het Oude Testament, in de refter van het Collegio Tolomei, Siena
- Visioen van de heilige Catharina van de marteling van de heilige Laurentius, 1685, voor het klooster van San Lorenzo
- Fresco’s op het gewelf van de S. Michele Arcangelo di Dentro, 1690
- Fresco’s op het gewelf van het Oratorium della Compagnia di S. Giovanni Battista in Pantaneto, 1693–1695
- De engel van de annunciatie, 1693-1695, oratorio della Compagnia di S. Giovanni Battista in Pantaneto
- De annunciatie, 1693-1695, Oratorium della Compagnia di S. Giovanni Battista in Pantaneto
- Fresco’s met de glorie van Jacobus de Meerdere, 1700-1702, Oratorio di S. Giacomo in Salicotto
- Heilige Familie met God de Vader, de Heilige Geest en de aartsengel Michaël, 1710, voor de S. Michele Arcangelo a Fungaia bij Monteriggioni

## Weblinks
- Dionisio Montorselli op de website van “L'Associazione storico-culturale Sant'Agostino”.
- Dionisio Montorselli afbeeldingen op Beweb.

- Gemeinsame Normdatei: 128857846
- International Standard Name Identifier: 0000 0003 7118 1614
- Virtual International Authority File: 250662100